# ملعب سانتياغو برنابيو
ملعب سانتياغو برنابيو (بالإسبانية: Estadio Santiago Bernabéu) هو ملعب كرة قدم ذو سقف قابل للسحب يقع في مدريد بإسبانيا. يتسع لـ 78,297 مقعدًا، مما يجعله ثاني أكبر ملعب لكرة القدم في إسبانيا من حيث السعة. وهو الملعب الرئيسي لنادي ريال مدريد منذ عام 1947.
سُمي الملعب على اسم لاعب كرة القدم السابق ورئيس ريال مدريد الأسطوري سانتياغو برنابيو (1895–1978)، ويُعد واحدًا من أشهر الملاعب في العالم. استضاف نهائي دوري أبطال أوروبا أربع مرات: في 1957، 1969، 1980، و2010. كما استضاف الملعب مباراة الإياب من نهائي كأس ليبرتادوريس 2018 مما جعل سانتياغو برنابيو الملعب الأول (والوحيد) الذي يستضيف نهائيي البطولتين القاريتين الأهم (دوري أبطال أوروبا وكأس ليبرتادوريس).
كما استضاف الملعب نهائي كأس أمم أوروبا 1964 ونهائي كأس العالم 1982، مما يجعله أول ملعب في أوروبا يستضيف كل من نهائي بطولة أمم أوروبا ونهائي كأس العالم.

## الموقع
يقع ملعب سانتياغو برنابيو في منطقة باسيو دي لا كاستيلانا في بلدية تشامارتين، وهو يحتل كتلة يحده شوارع باسيو دي لا كاستيلانا وشوارع إسبينا كونشا، داميان بادري، ورافائيل سالغادو.

## التاريخ

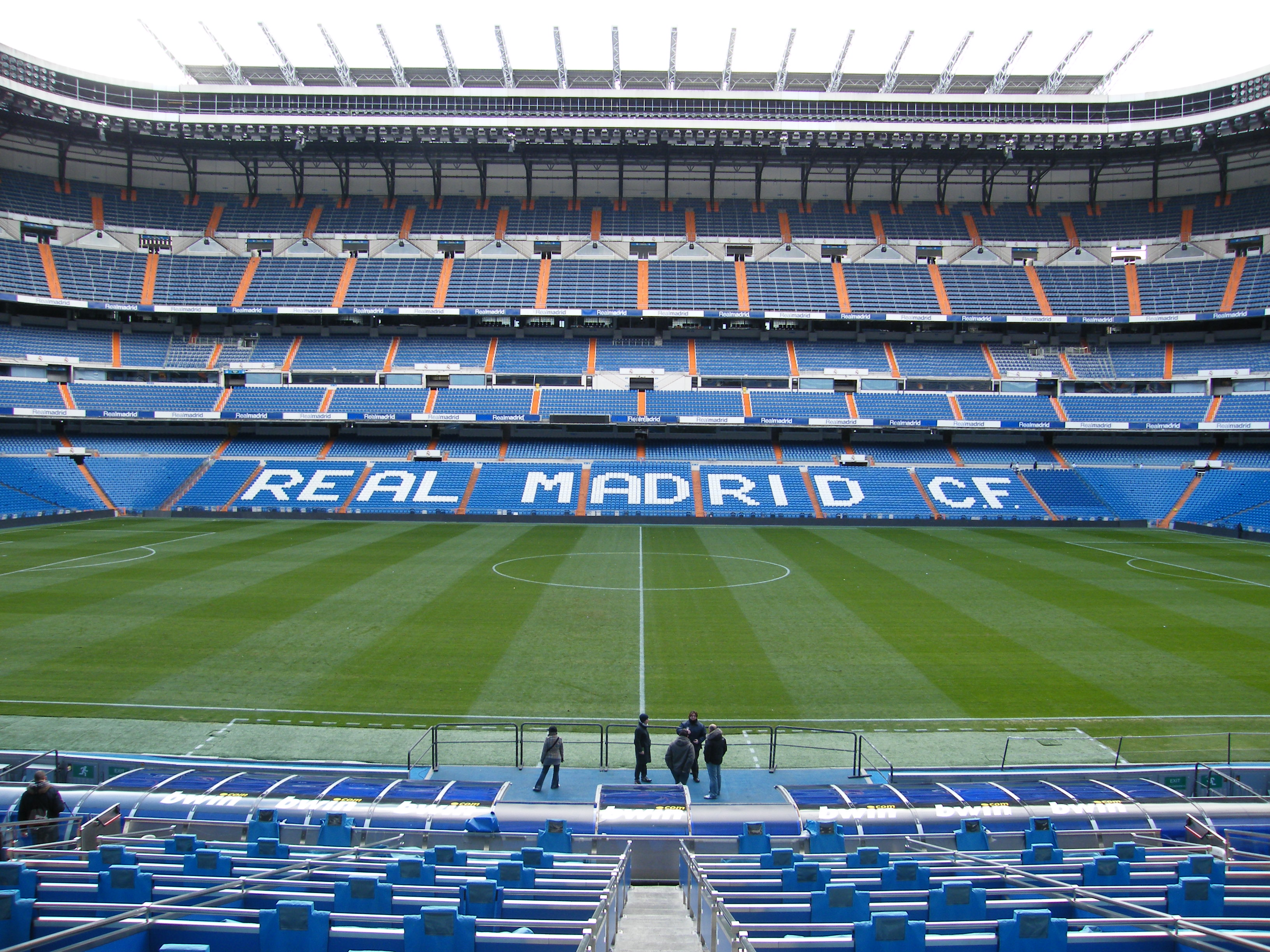
صورة للملعب من منتصف المدرجات.

يوم 22 يونيو 1944، منح البنك الصناعي بانكو مركانتل قرضا لكل من سانتياغو بيرنابيو و رفائييل سالغادو لشراء الأرض المجاورة لملعب تشامارتن القديم. في 5 سبتمبر 1944، تم توظيف المهندسين المعماريين مانويل مونيوز موناستيريو ولويس سولير أليماني لتصميم الملعب الجديد. في 27 أكتوبر 1944 بدأت أشغال البناء في الملعب.
تم افتتاح الملعب تشامارتن الجديد (بالإسبانية: Nuevo Estadio Chamartín) في 14 ديسمبر 1947 بمباراة بين ناديي ريال مدريد الإسباني و اوس بيلينينسيس البرتغالي والتي فاز بها النادي الأبيض بـ(3-1)
. وكان طاقة تحمل الملعب 74.145 متفرج، 27.645 منها مجهز بمقعد (7.125 مغطاة) 47.500 متفرج واقف. وكان سابينو باريناغا أول لاعب يسجل في الملعب الجديد.

### عقد 1950
تم التجديد في سنة 1954، بحيث أصبح يسع الملعب لما يزيد عن 125.000 متفرج، وهكذا أصبح الملعب هو الأكبر في أوروبا التي أنشئت في تلك الفترة الحديثة.
بعد سنة من ذلك تم تغير اسمه إلى ملعب سانتياغو برنابيو من باب التكريم للرئيس، والذي توفي بعد ذلك سنة 1978، وفي 1957 استخدمت إدارة نادي ريال مدريد الإضاءة الكهربائية لأول مرة في المبارة الودية أمام نادي الرياضي ريسيف البرازيلي.

### عقد 1980
بعد فوز إسبانيا بشرف استضافة بطولة كأس العالم لكرة القدم سنة 1982 تم إجراء العديد من التغييرات ، وتم توظيف المهندسين المعماريين رافائيل لويس أليماني ومانويل ساليناس لمشروع ترميم الملعب. وهما اللذين نفدا المشروع الأول الأصلي بجوار مونيوز موناستيريو. واستمر العمل 16 شهر وكلفت تكلفتها 704 مليون بيزيتا، دفعت منها بلدية مدريد 530 مليون.

### عقد 1990
بعد سلسلة من الوفيات للجماهير في الثمانينيات (أبرزها ملعب هيسيل في بلجيكا وملعب هيلزبورة في إنجلترا)، أصدرت السلطات الإنجليزية تقرير تايلور عن كيفية تحسين سلامة المتفرجين في ملاعب كرة القدم الإنجليزية. وحذت حذوها اليويفا في أوروبا، واضطر الملعب لإنشاء اختصارات منفصلة لمختلف أقسام الملعب ومقاعد لكل الجماهير.
وفي تسعينيات القرن الماضي، مرّ سانتياغو برنابيو بتوسع كبير وإعادة تصميم. وقد منح مجلس إدارة رامون ميندوزا المشروع إلى شركة Gines Navarro Construcciones، SA. وقد بدأ العمل في 7 فبراير 1992 وانتهى في 7 مايو 1994 بتكلفة أخيرة تزيد على 5 مليارات بيزيتا، مما أدى إلى زيادة ديون النادي بشكل كبير، دون وجود دعم مؤسسي.
في المجموع، تم تركيب 20،200 مقعدًا مُرَقَّعًا، مع منح كل مقعد إمالة قدرها 87 درجة، مما يضمن رؤية مثالية وقربًا من الملعب. بالإضافة إلى ذلك، للوصول إلى الحلقة الجديدة أقيمت أربعة أبراج للمدخل من الخارج ، كل منها مع سلالم ومنحدر لولبي مركزي.
بعد التعديل الجديد، تم زيادة ارتفاع الملعب من 22 م إلى 45 م. وهذا تسبب في مشاكل خلال فصل الشتاء، وترك ثلثي مجال اللعب في الظل. هذا النقص في ضوء الشمس أدى إلى تدهور العشب على أرض الملعب. لهذا السبب، تم تركيب شبكة أنابيب البولي بروبلين على عمق 20 سم تحت الملعب. على مدى أكثر من 30 كم، يقوم نظام الأنابيب بتدوير الماء الساخن، مع الحفاظ على العشب من التجمد في درجات الحرارة الباردة.
ونظرا لارتفاع المدرجات الجديدة، كان من الضروري تحسين وزيادة القدرة على الإضاءة. كما تم تركيب سقف حماية قابل للسحب لحماية الجماهير. ووصلت سعة الملعب بعد التجديد إلى 110،000 متفرج.
بالفعل في صيف عام 1998، وبرئاسة لورينزو سانز، تبنى ترتيبات جميع مقاعد سانتياجو بيرنابيو، ليصل قدرتها الإجمالية إلى 75328 متفرج.
وفي عام 2023، تم تطوير ملعب نادي "ريال مدريد" الأيقوني ووصلت قيمة عمليات التطوير والتحديث إلى 1.17 مليار يورو.

### عقد 2000
في عقد الـ2000، شهد ملعب سانتياغو برنابيو، معقل نادي ريال مدريد الإسباني، عدة تغييرات وتطورات مهمة، لكن لم يتم هدمه أو استبداله، بل تم تطويره وتحديثه تدريجيًا. إليك أبرز ما حدث له خلال هذا العقد:
🏟️
1. أعمال التجديد والتوسعة (2001–2006):
خلال بداية الألفية، أطلقت إدارة فلورنتينو بيريز، رئيس ريال مدريد، خطة لتحسين البنية التحتية للنادي، ومن ضمنها تطوير ملعب سانتياغو برنابيو.
- تم توسيع قدرة الاستيعاب لتصل إلى حوالي 80,000 متفرج.
- أُضيفت مقاعد جديدة وتحديثات تقنية مثل:
  - شاشات عملاقة.
  - تحسين الإضاءة والصوت.
  - تجديد الواجهة وبعض المدرجات.

🏆
2. استضافة مباريات كبرى:
- استضاف مباريات مهمة في دوري أبطال أوروبا، خاصة في فترة “الغالاكتيكوس” عندما كان النادي يضم لاعبين مثل زيدان، فيغو، بيكهام، ورونالدو.
- لكنه لم يستضف نهائيات دولية كبرى في ذلك العقد.

🛒
3. الجوانب الاقتصادية والسياحية:
- أصبح الملعب أحد أهم الوجهات السياحية في مدريد.
- تم تطوير متحف ريال مدريد داخل الملعب، مما زاد من عدد الزوار بشكل كبير.

🏗️
4. خطة مستقبلية للتجديد (بدأ التخطيط في أواخر العقد):
- في نهاية العقد (2009)، بدأت تظهر خطط مستقبلية لتحويل البرنابيو إلى ملعب عصري وحديث بواجهة قابلة للطي وسقف متحرك.
- هذه الخطط تم تنفيذها لاحقًا في العقد التالي (2019–2023).

## روابط خارجية
- الموقع الرسمي (بالإنجليزية)
- جولة البرنابيو (بالإنجليزية)
- ملعب سانتياغو برنابيو بالفيس بوك (بالإنجليزية)
- ملعب سانتياغو برنابيو في خرائط غوغل (بالإنجليزية)
- معلومات عن ملعب البرنابيو (بالإسبانية)